# Афтершок
Афтершо́к (англ. aftershock), или повторный толчок, — толчок, происходящий после основного и меньший по сравнению с ним. Сильные землетрясения всегда сопровождаются многочисленными повторными толчками. Их количество и магнитуда со временем уменьшаются, а продолжительность проявления может длиться месяцами. Особенно велика вероятность сильных афтершоков в первые часы после главного толчка. Известно много случаев, когда повреждённые главным ударом здания рушились именно при повторных, менее сильных толчках. Повторные толчки представляют угрозу при проведении спасательных работ. Афтершоки являются отражением релаксационных процессов в области очага главного события, которые проявляются в уменьшении интенсивности потока афтершоков во времени по определенному закону.

## Научное объяснение
Наличие афтершоков связано не столько с остаточными напряжениями непосредственно в очаге, сколько с быстрым (во время главного удара землетрясения) увеличением напряжения в окрестностях очага случившегося землетрясения из-за перераспределения напряжений. Во время главного удара землетрясения — пластической (и хрупкой) деформации пород земной коры в очаге землетрясения — жёсткая плита земной коры сдвигается как целое на десятки сантиметров или даже на метры. При этом механические напряжения в очаге уменьшаются от максимальных (от уровня предела прочности) до минимальных остаточных. Зато напряжение в окрестностях очага существенно увеличивается (в результате смещения плиты), иногда приближая это напряжение к самому пределу прочности. При превышении предела прочности (в окрестностях очага главного удара) и происходят повторные толчки. В результате смещения плиты механические напряжения возрастают и на большом удалении от очага (подобно тому, как это происходит в окрестностях очага). В результате такого возрастания напряжения на границах плиты могут приблизиться к пределу прочности коры по её периметру, вследствие чего после больших землетрясений — смещений по границе плиты может пройти череда индуцированных землетрясений.
Почти симметричны афтершокам форшо́ки. Отличие состоит в том, что обычно большое землетрясение порождает малые (афтершоки), а иногда, наоборот, малое землетрясение (форшок) порождает большое (главный удар), который, в свою очередь, порождает меньшие землетрясения.